# أوبرا كوست
أوبرا كوست (بالإنجليزية: Opera Coast)‏ هو متصفح ويب مُتوقِّف تمَّ تطويره لأجهزة آي أو إس بواسطة أوبرا سوفتوير. لم يعتمد هذا المُتصفح على أي منتج سابق مِن الشركة المُطوِّرة وقد كُتِبَ رماز البرنامج المصدري من البداية. وقد صُمِّم أيضًا للعمل باللمس ولا يحتوي على أزرار ومكونات المُتصفح التقليديَّة مثل علامات التبويب وسجلات تصفُّح الويب والإشارات المرجعيَّة، حيثُ يستبدلها المُتصفح بالإيماءات [الإنجليزية].

## التاريخ
تم إصدار مُتصفح أوبرا كوست لأوَّل مرة لأجهزة آيباد في 9 سبتمبر 2013. ثُمَّ تبع ذلك إصداره لأجهزة آيفون في أبريل 2014.
في فبراير 2016، أعلنت شركة أوبرا عن إصدار المُتصفح لنظام أندرويد، ولكن مع ذلك لم تصدر هذه النُسخة مطلقًا في النهاية.
تم إيقاف المُتصفح رسميًّا، وأُزيل من متجر تطبيقات آبل في أغسطس 2017.

## الأمان
تم تنفيذ آليَّة أمان مضمنة في المُتصفح والتي تضمنت العديد من الجوانب الأمنية، مثل الشهادات، وسمعة الموقع المُحدَّد وعناوين مُحدِّد موقع الموارد الموحد (اختصارًا: URL)، وسجلّ التصفُّح ومحتوى الصفحة، ويقوم المتصفح بإرسال تحذير للمُستخدم في حالة اكتشاف مخاوف أمنيَّة مُحتملة.

## التزامن
صُمِّم المُتصفح ليقوم بإجراء المزامنة تلقائيًا باستخدام آي كلاود؛ تُبقي هذه المزامنة المربعات الموجودة على الشَّاشة الرئيسيَّة [الإنجليزية] للمُتصفح كما هي.

## روابط خارجيَّة
- الموقع الرسمي